# E.S.P. (비지스의 음반)
| 전문가 평가                   | 전문가 평가 |
| 평가 점수                     | 평가 점수   |
| 출처                          | 점수        |
| ----------------------------- | ----------- |
| AllMusic                      | [ 1 ]       |
| Los Angeles Times             | [ 2 ]       |
| Number One                    | [ 3 ]       |
| Record Mirror                 | [ 4 ]       |
| The Rolling Stone Album Guide | [ 5 ]       |

《E.S.P.》는 영국의 팝 그룹 비지스의 열일곱 번째 스튜디오 음반(세계적으로 열다섯 번째)이다. 1987년에 발매된 이 밴드의 6년 만의 첫 스튜디오 음반이었고, 워너 브라더스 레코드와의 새로운 계약에 따라 그들의 첫 번째 발매였다. 이 밴드가 프로듀서 아리프 마르딘과 작업한 것은 12년 만이며, 디지털로 녹음된 그들의 첫 번째 음반이었다. 이 음반은 유럽에서 잘 팔렸고, 영국에서 5위, 노르웨이와 오스트리아에서 2위, 독일과 스위스에서 1위를 차지했지만, 미국에서 96위보다 높은 순위를 차지하는 데 실패했다.
이 음반의 첫 싱글 〈You Win Again〉은 영국, 아일랜드, 스위스, 독일, 오스트리아, 노르웨이에서 1위를 차지했다.
음반 커버 사진에는 잉글랜드 레이크디스트릭트의 케직 근처 캐슬리그 스톤 서클에 있는 깁 형제의 모습이 담겨 있다.

## 배경
이제 비지스가 워너-엘렉트라-애틀랜틱 대기업으로 돌아오면서, 프로듀서 아리프 마르딘은 다시 한번 그들과 함께 일할 수 있게 되었다.
깁 형제는 1986년 9월경 《E.S.P.》를 위해 곡을 쓰고 녹음하기 시작했다. 그들은 중이가 아닌 비공식적으로 팬서 하우스라고 알려진 모리스의 가정 스튜디오에서 일했다. 모리스는 모든 것을 설치했고 스콧 글래스엘은 효과적으로 보조 엔지니어였다. 몇 년 후 스콧의 기억은 배리가 그의 목소리와 기타가 특징인 데모 곡들을 불러들였고, 그들이 배리의 노래들을 기반으로 더 풍부한 데모 곡들을 녹음했던 것이다. 스콧은 또한 배리와 로빈이 사소한 것들로 인해 격렬하게 다투고 프로젝트를 중단했던 것을 여러 번 회상했지만, 며칠 후 모리스가 스콧에게 전화를 걸어 그들이 다시 시작한다는 것을 알게 했다.

## 곡 목록
모든 곡들은 배리 깁, 로빈 깁 그리고 모리스 깁에 의해 작사/작곡했다.
| #   | 제목                                   | 리드 보컬    | 재생 시간 |
| --- | -------------------------------------- | ------------ | --------- |
| 1.  | 〈E.S.P.〉                             | 배리, 로빈   | 5:38      |
| 2.  | 〈You Win Again〉                      | 배리, 로빈   | 4:02      |
| 3.  | 〈Live or Die (Hold Me Like a Child)〉 | 배리         | 4:41      |
| 4.  | 〈Giving Up the Ghost〉                | 로빈, 모리스 | 4:26      |
| 5.  | 〈The Longest Night〉                  | 로빈         | 5:46      |
| 6.  | 〈This Is Your Life〉                  | 배리         | 4:50      |
| 7.  | 〈Angela〉                             | 배리         | 4:57      |
| 8.  | 〈Overnight〉                          | 모리스       | 4:20      |
| 9.  | 〈Crazy for Your Love〉                | 배리         | 4:40      |
| 10. | 〈Backtafunk〉                         | 배리         | 4:22      |
| 11. | 〈E.S.P. (Reprise)〉                   | 배리, 로빈   | 0:34      |

## 인증
| 국가                                                  | 인증        | 판매량/출하량 |
| ----------------------------------------------------- | ----------- | ------------- |
| 독일 (BVMI)                                           | 3× 골드     | 750,000^      |
| 홍콩 (IFPI 홍콩)                                      | 골드        | 10,000*       |
| 스페인 (PROMUSICAE)                                   | 골드        | 50,000^       |
| 스위스 (IFPI 스위스)                                  | 2× 플래티넘 | 100,000^      |
| 영국 (BPI)                                            | 플래티넘    | 300,000^      |
| 요약                                                  |             |               |
| 전 세계                                               | —           | 2,000,000     |
| *판매량을 기반으로 한 인증 ^출하량을 기반으로 한 인증 |             |               |